# Birkmannsmühle
Die Birkmannsmühle war eine Wassermühle mit einem unterschlächtigen Wasserrad am Trietbach in der Stadt Korschenbroich im Regierungsbezirk Düsseldorf.

## Geographie
Die Birkmannsmühle hatte ihren Standort am Trietbach, an der Lichtstraße, an der Engbrück in der früheren Gemeinde Pesch, in der heutigen Stadt Korschenbroich. Das Gelände, auf dem das Mühlengebäude stand, hat eine Höhe von ca. 42 m über NN.

## Gewässer
Der Trietbach (GEWKZ 286152) ist ein 13,379 km langer Nebenfluss der Niers, der in früherer Zeit zusammen mit der Fluit (Flöt) das Hoppbruch entwässerte. Der Trietbach versorgte die Birkmannsmühle mit Wasser. Unterhalb der Nonnenmühle mündet der Trietbach auf der rechten Seite in die Niers.
Die  Niers (GEWKZ 286) in ihrem alten Flussbett versorgte bis zur Flussbegradigung über Jahrhunderte zahlreiche Mühlen mit Wasser. Sie entspringt in Kuckum, einem Ortsteil der Stadt Erkelenz. Bis zur Mündung in die Maas bei Gennep (Niederlande) hat die Niers eine Gesamtlänge von 117,668 km und ein Gesamteinzugsgebiet von 1.380,630 km2. Die Quelle liegt bei 73 m ü. NN, die Mündung bei 9 m ü. NN. Die Pflege und der Unterhalt des Gewässers obliegt dem Niersverband.

## Geschichte
Die Birkmannsmühle wurde 1817 von einem Mann namens Birkmann erbaut. Der hatte den Trietbach eigens dafür verbreitert. Die Mühle hatte aber nicht lange Bestand. Die Ursache ist in der heutigen Flurbezeichnung erklärt. Diese heißt: Versoffene Mühle.

## Galerie

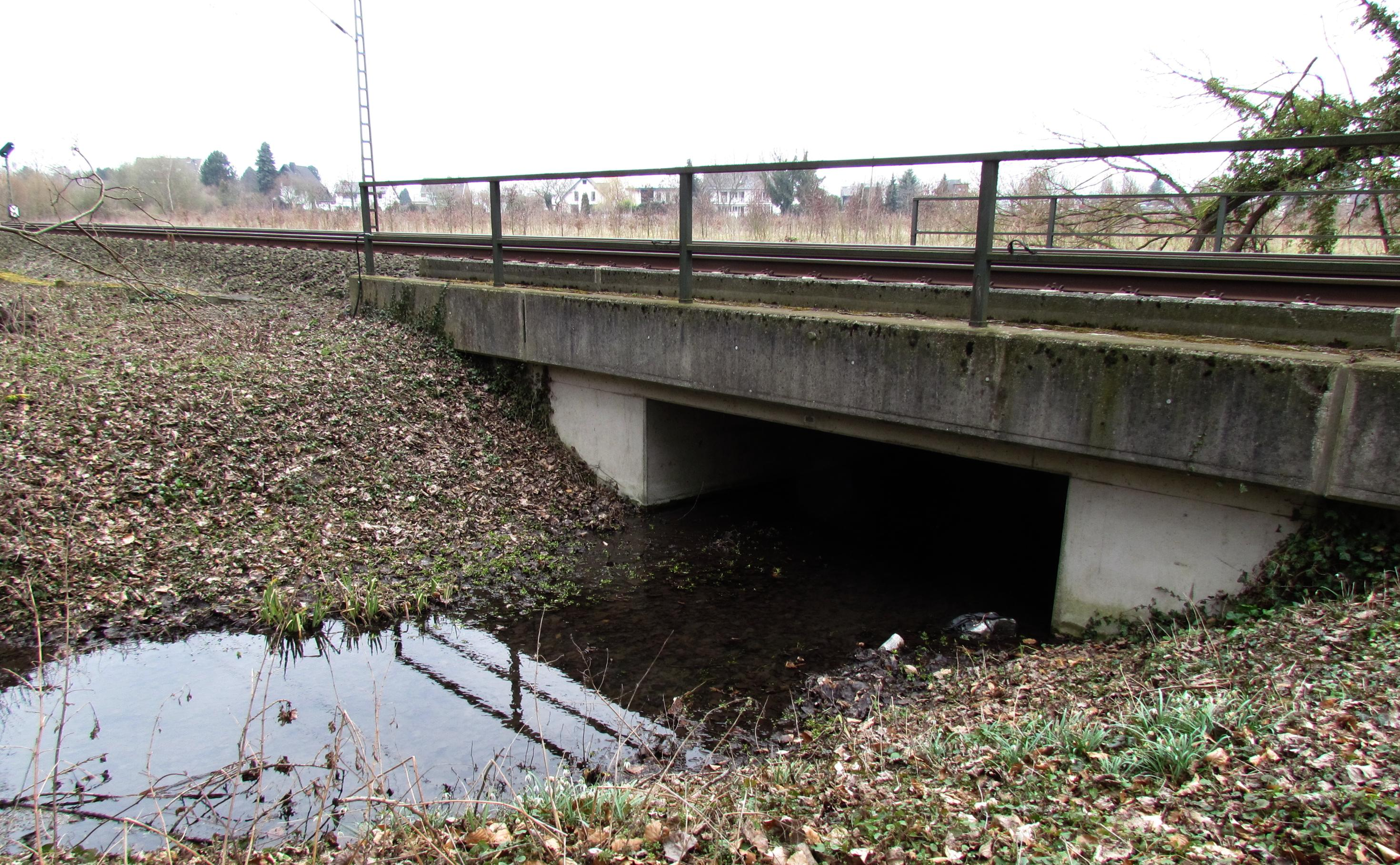
Bahnüberführung am Trietbach
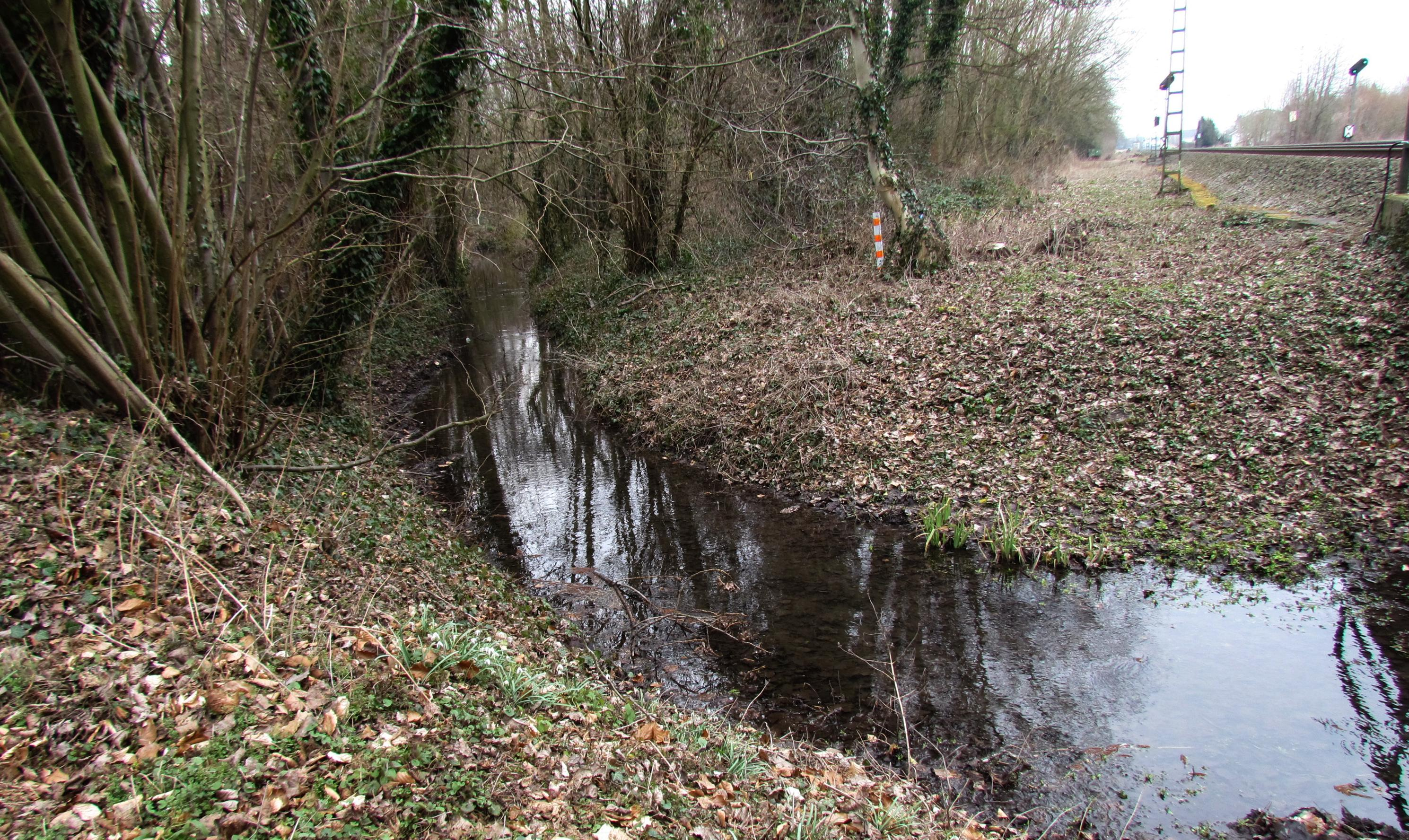
Der Trietbach in der Nähe der Birkmannsmühle
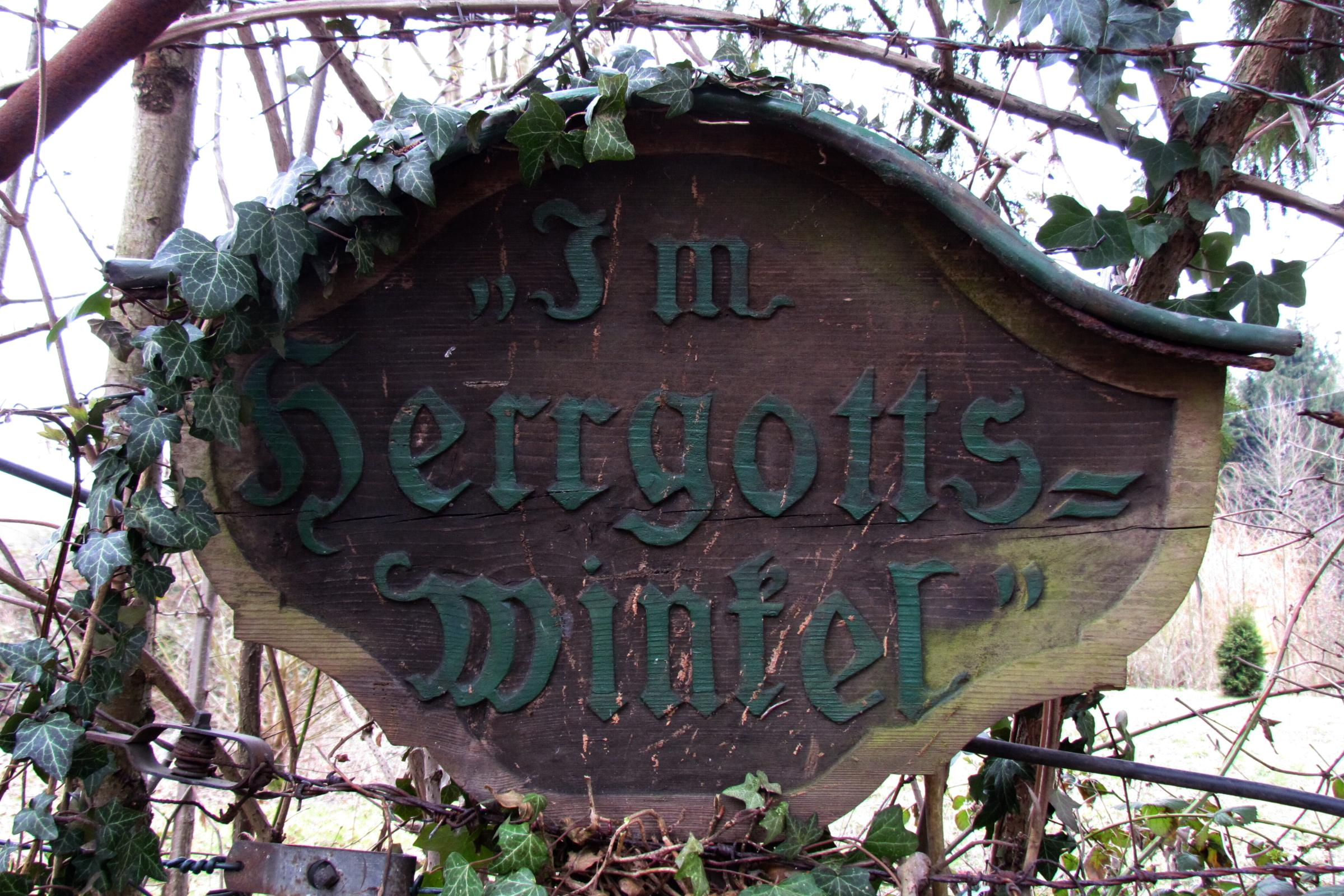
Hergottswinkel an der Birkmannsmühle
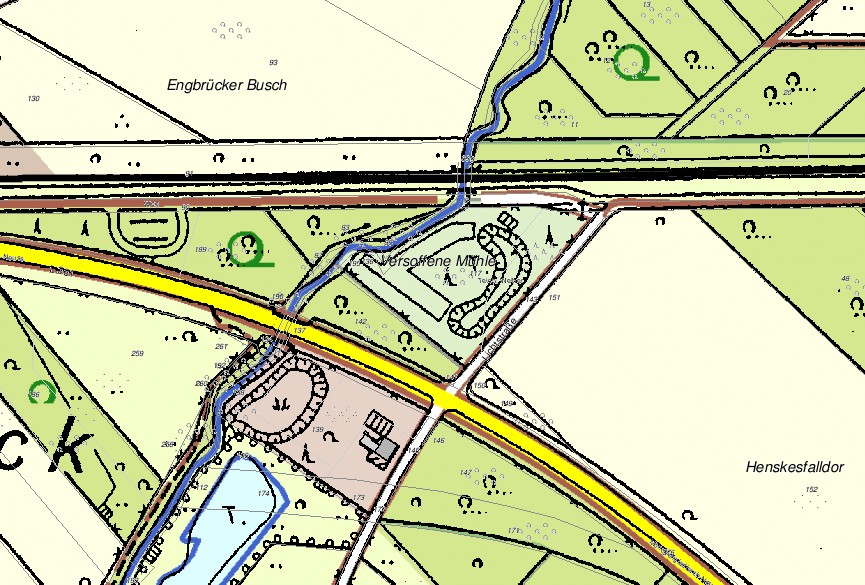
Flurbezeichnung: Versoffene Mühle
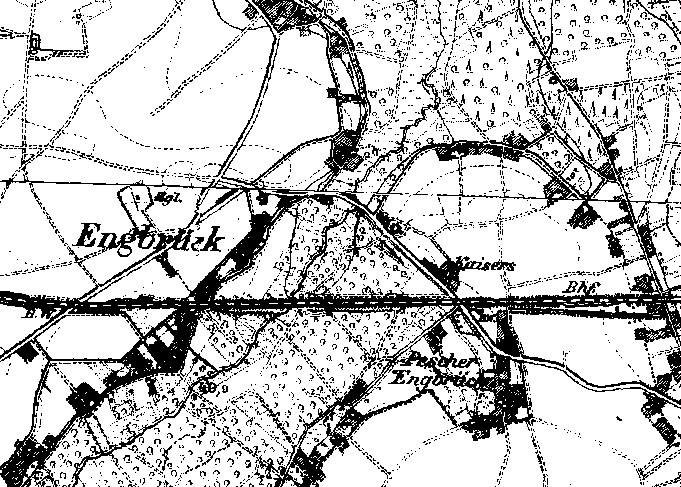
Kartenausschnitt von Engbrück auf der Karte Neuaufnahme von 1912